# 로버트 아일러
로버트 아일러(Robert Iler, 1985년 3월 2일 ~ )는 미국의 배우이다.

## 출연 작품
- 올챙이 (2002)
- 소프라노스 (1999)